# Cruz de Borgoña

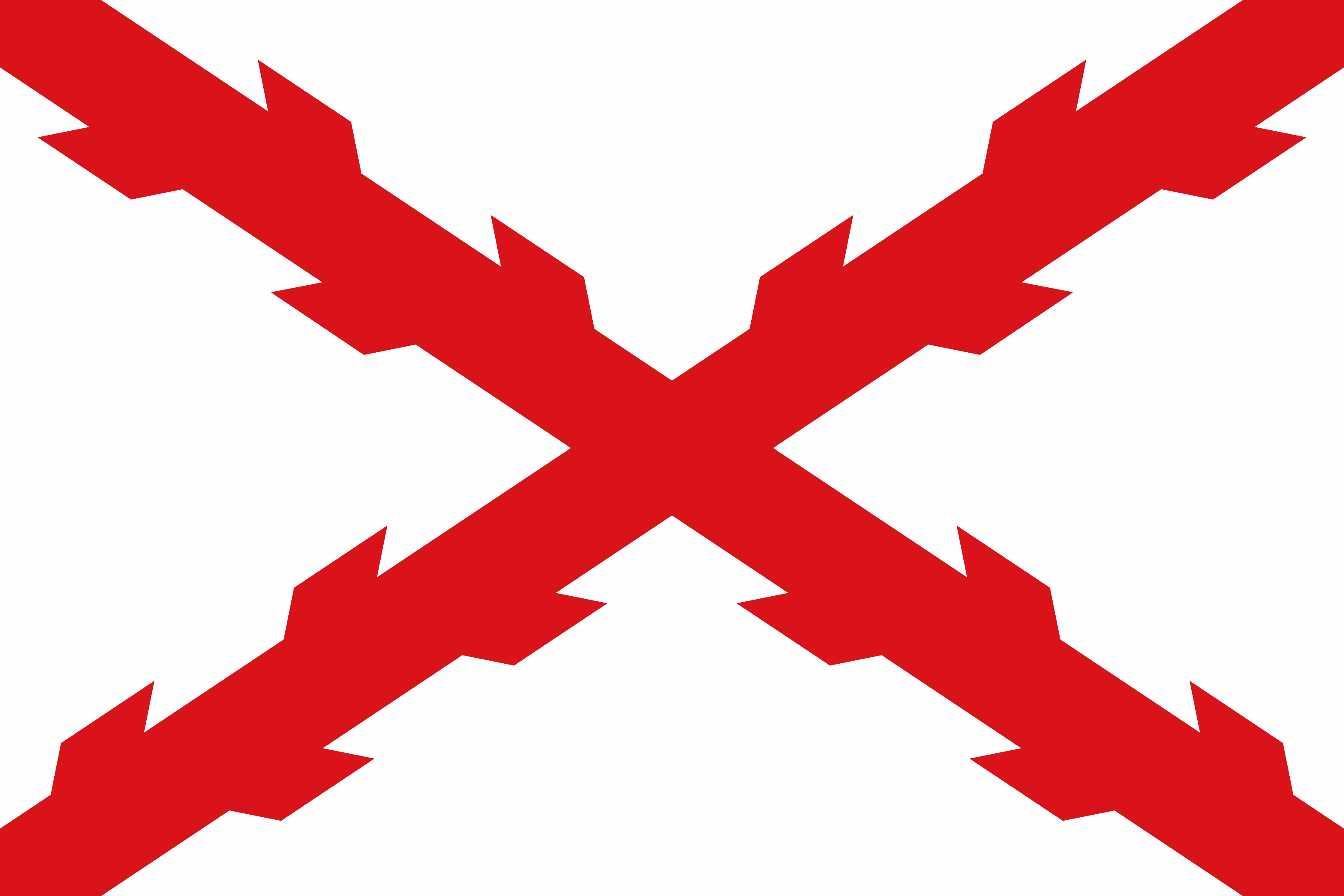
Bandera con la cruz de Borgoña tradicional

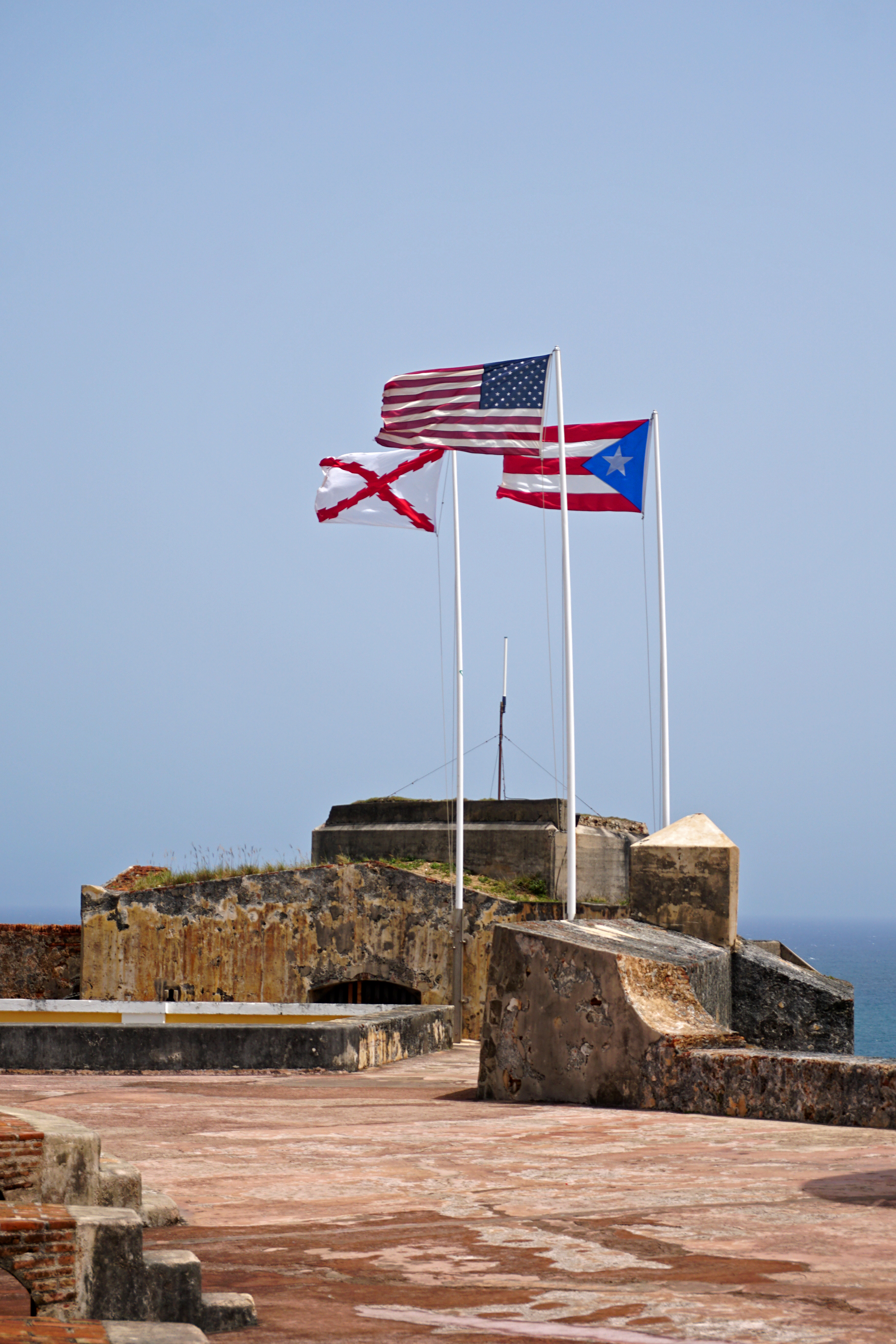
La bandera española de la Cruz de Borgoña ondeando al lado de las banderas de Estados Unidos y Puerto Rico en el castillo San Felipe del Morro, Puerto Rico.

La cruz de Borgoña o aspa de Borgoña es una representación de la cruz de san Andrés en la que los troncos que forman la cruz aparecen con sus nudos en los lugares donde se cortaron las ramas.  

## Historia
Por ser san Andrés el patrono de Borgoña, la cruz de Borgoña era el emblema utilizado por las tropas de Juan Sin Miedo en la guerra de los Cien Años. Tras casarse María de Borgoña con Maximiliano I de Habsburgo, su primogénito, Felipe, llamado «el Hermoso», se casó a su vez con Juana I de Castilla, llamada «la Loca», convirtiéndose en Felipe I de Castilla.
Felipe ostentaba la cruz o aspa de Borgoña en los uniformes y banderas de su séquito. Luego fue heredado y expresamente adoptado por su hijo, Carlos I de España y V del Sacro Imperio Romano Germánico, fruto de ese matrimonio de Felipe con Juana I de Castilla.
En el siglo XX, la cruz de Borgoña ha sido utilizada como símbolo nacionalista por los requetés y por la Legión Valonia. En Perú, la Sociedad de Patriotas del Perú la utilizó de forma simbólica para oponerse al gobierno de Pedro Castillo.

### Uso en España
La cruz de Borgoña ha sido incluida en los escudos de armas y en las banderas de España, tanto de tierra como de mar, desde 1506, época de su introducción con la Guardia Borgoñona de Felipe el Hermoso. Aunque desapareció del Escudo de Armas del Rey de España en el reinado de  Felipe VI y de su estandarte, muchas banderas, guiones y estandartes actuales del Ejército español siguen presentando este emblema en ellos. Un claro ejemplo lo constituyen los guiones y estandartes de la Guardia Real.
La cruz de Borgoña es el origen del distintivo de cola que marca las colas de los aviones del Ejército del Aire de España, y de las Fuerzas Aeromóviles del Ejército de Tierra.
Como símbolo vexilológico, ha sido el más utilizado hasta 1785 en las banderas españolas. 
En tierra, esta bandera, blanca con la cruz de Borgoña en rojo, ondeó quizá por primera vez como insignia imperial y española en la batalla de Pavía en 1525 (aunque las aspas rojas eran lisas, sin nudos), y es la más característica de las utilizadas por los tercios españoles y regimientos de infantería de la Monarquía hispánica durante los siglos XVI, XVII, XVIII y comienzos del XIX. 
Desde Carlos I de España y V del Sacro Imperio Romano Germánico, cada compañía tiene su propia bandera, en la que la cruz figuraba sobre fondos de muy diversa forma y colorido (en los que a veces se incluían jeroglíficos o motivos heráldicos del oficial al mando). Al acceder al trono Felipe II, ordenó que, además de las banderas de cada compañía, cada tercio llevase otra en cabeza de color amarillo con las aspas de Borgoña en rojo. A pesar de esta variedad, el color blanco fue el más utilizado como paño de fondo, sobre todo en las banderas coronelas. A este respecto, un decreto de Felipe V dado a 28 de febrero de 1707 decía: 

Y es mi voluntad que cada cuerpo traiga una bandera coronela blanca con la cruz de Borgoña, según estilo de mis tropas, a que he mandado añadir dos castillos y dos leones, repartidos en cuatro blancos, y cuatro coronas que cierran las puntas de las aspas.

Representación de Adam Willaerts (1622) del ataque de un escuadrón neerlandés a una plaza española, con los buques defensores ondeando las aspas de Borgoña

En alta mar, las banderas con las aspas de Borgoña ha sido empleadas como torrotito y como pabellones de la Armada y de la Marina mercante.
También fue el «estandarte virreinal» en los virreinatos de Nueva España.

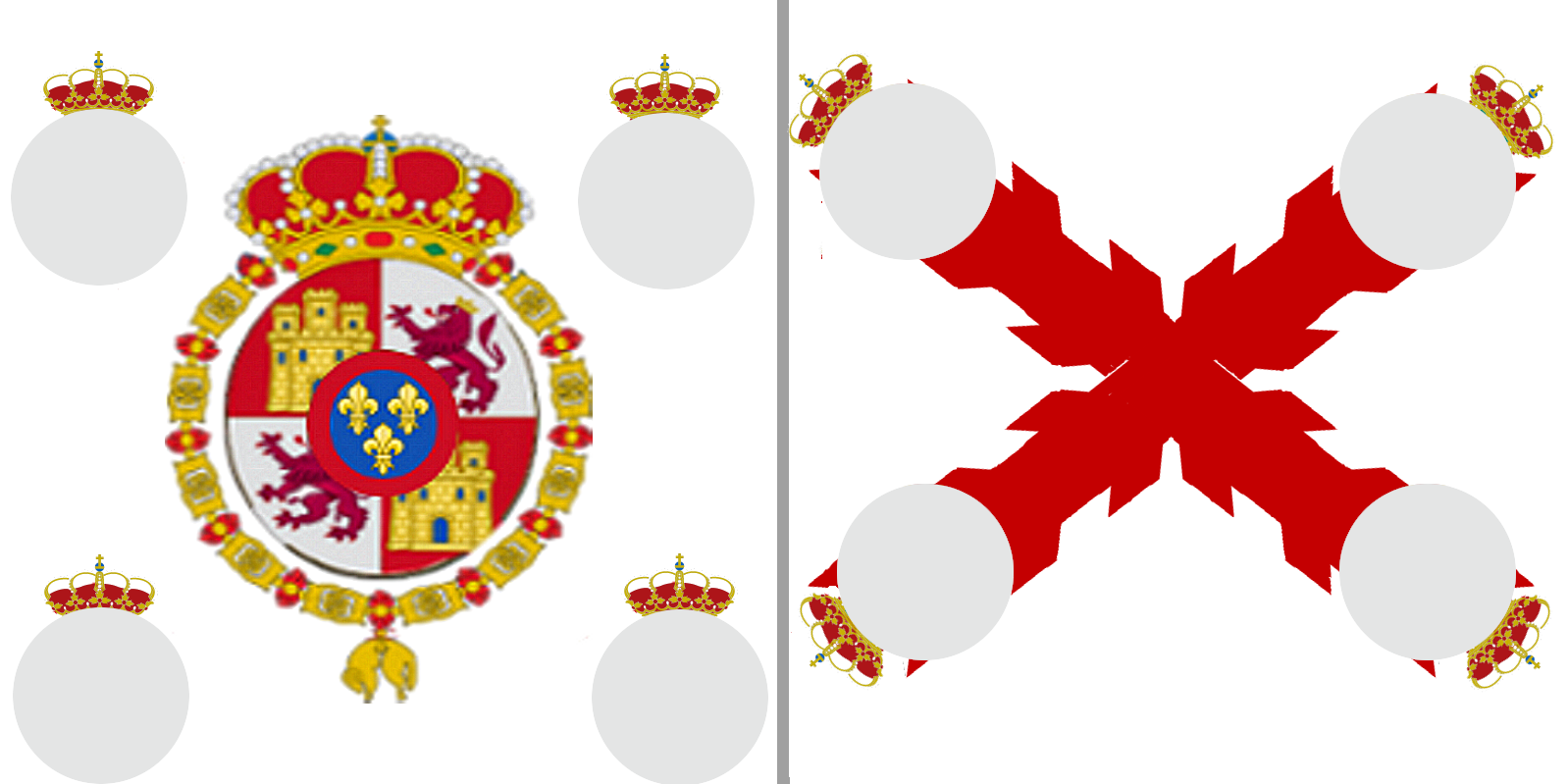
Banderas de los regimientos españoles: bandera coronela con el estandarte real que porta el primer batallón, y bandera de ordenanza o batallona con la cruz de Borgoña, que portan el segundo y tercer batallón. Si el Regimiento se refunde en un único batallón, se superponen ambas en una única bandera. Se acompañan de cuatro coronas con cuatro escudetes de la ciudad de origen de la unidad. Las banderas son cuadradas, con cada lado de 1,5 m y astas de 2,5 m (ordenanzas desde 1762).

Durante las revoluciones hispanoamericanas, los patriotas ecuatorianos de la Primera Junta de Gobierno Autónoma de Quito usaron una bandera de gules (roja) con la cruz de Borgoña cargada en plata (blanco), como afirmación del pasado y como continuidad histórica de los Reinos Indianos, luego de la fractura de la Monarquía española por la invasión napoleónica. Esta bandera es conocida como «bandera del diez de agosto de 1809». 
Hoy día muchas banderas americanas recuerdan en su diseño la cruz de Borgoña y su pasado español, como por ejemplo la bandera de la ciudad de Valdivia, Chile, la bandera del departamento de Chuquisaca en Bolivia, o las de los estados estadounidenses de Florida y Alabama. La bandera ondea sobre el castillo San Felipe del Morro y el fuerte San Cristóbal en San Juan, Puerto Rico. Por último y no menos importante, la bandera del Regimiento de Infantería 1 «Patricios» del Ejército Argentino, desde 1807 hasta nuestros días.

#### Símbolo carlista o tradicionalista
En la guerra carlista de 1833-1840, la borgoñona aún seguía siendo la bandera del ejército español, o sea, de las fuerzas regulares liberales (el Ejército no adoptó la rojigualda hasta 1843), no siendo empleada por las tropas del bando carlista. Después de la citada unificación de banderas en 1843, surgió un estandarte militar híbrido con una pequeña aspa borgoñona en la franja amarilla central de la rojigualda, normalmente debajo de un escudo redondo con los cuarteles de Castilla y León. Hacia 1923 dichas aspas borgoñonas de las rojigualdas del Ejército empezaron a ganar en tamaño, superponiéndose a las franjas rojas superior e inferior (lo cual obligó a recurrir a diferentes matices de rojo). Aunque algunas unidades carlistas sí llegaron a utilizar el aspa en la Primera Guerra Carlista de 1833 —cuando era sólo un distintivo de las enseñas de infantería, artillería e ingenieros, sin connotaciones ideológicas aún—, y en la tercera guerra carlista de 1872 probablemente el sotuer borgoñón solo lo usaron las fuerzas gubernamentales, normalmente en la franja amarilla de las rojigualdas, aunque algunas unidades mantuvieron sus banderas del modelo anterior a la unificación de 1843 (la artillería y el regimiento Inmemorial del Rey, que en época de la I República, entre 1873 y 1874, se quedó en Inmemorial a secas). El aspa borgoñona como emblema político propio carlista es tardía: fue el 24 de abril de 1935, en época de Manuel Fal Conde, coincidiendo con la reorganización del Requeté, por aquel entonces un grupo paramilitar clandestino, siendo utilizado posteriormente por regimientos tradicionalistas y requetés carlistas durante la Guerra civil española dentro del bando sublevado.

### Panhispanismo
La cruz de san Andrés o aspa de Borgoña es símbolo de tradición hispánica tanto en España como en otros países hispánicos.

## Galería

### Cruces de Borgoña

Enseña naval y militar de la Monarquía Hispánica.
Bandera de los Tercios de la Liga, hacia 1571.
Bandera del Tercio de Ambrosio Spínola hacia 1621.
Bandera del Tercio de Alburquerque.
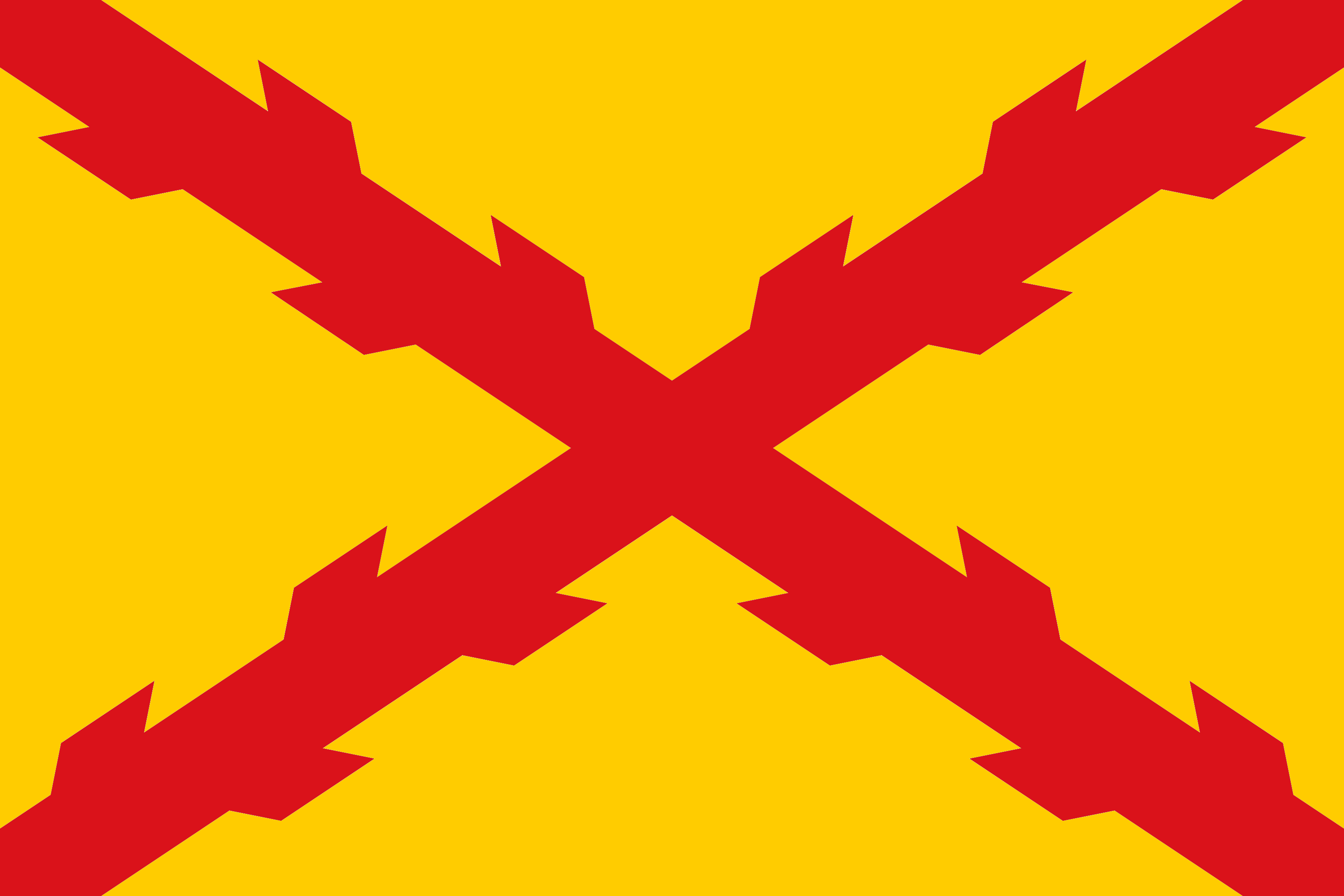
Bandera de los Tercios Morados Viejos.
Bandera de los Tercios Morados Viejos (1670), otra versión.
Bandera de los Tercios de los Amarillos Viejos (1680).
Pabellón mercante español abolido en 1762.
Pabellón mercante español utilizado en Flandes.
Bandera de la compañía (mediados del siglo XVII).
Bandera del Estado Borgoñón
Primera Junta de Gobierno Autónoma de Quito.
Bandera novohispana del Ayuntamiento de México.
Bandera del departamento de Chuquisaca y Sucre (Bolivia).
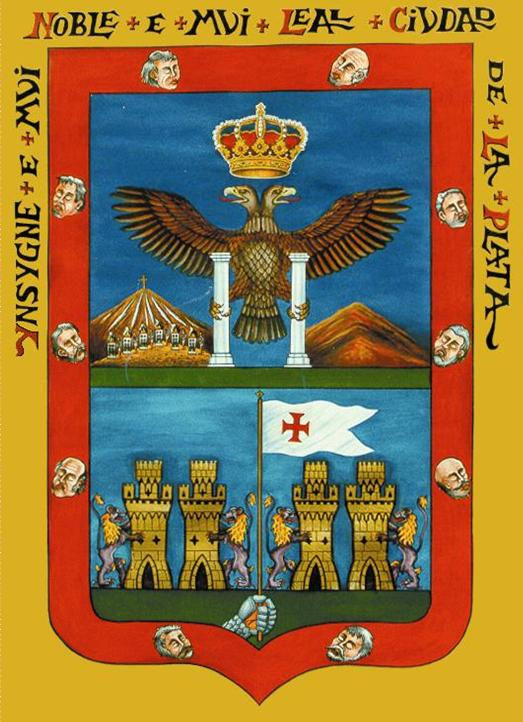
Escudo del departamento de Chuquisaca y Sucre (Bolivia).
Bandera de Huesca.
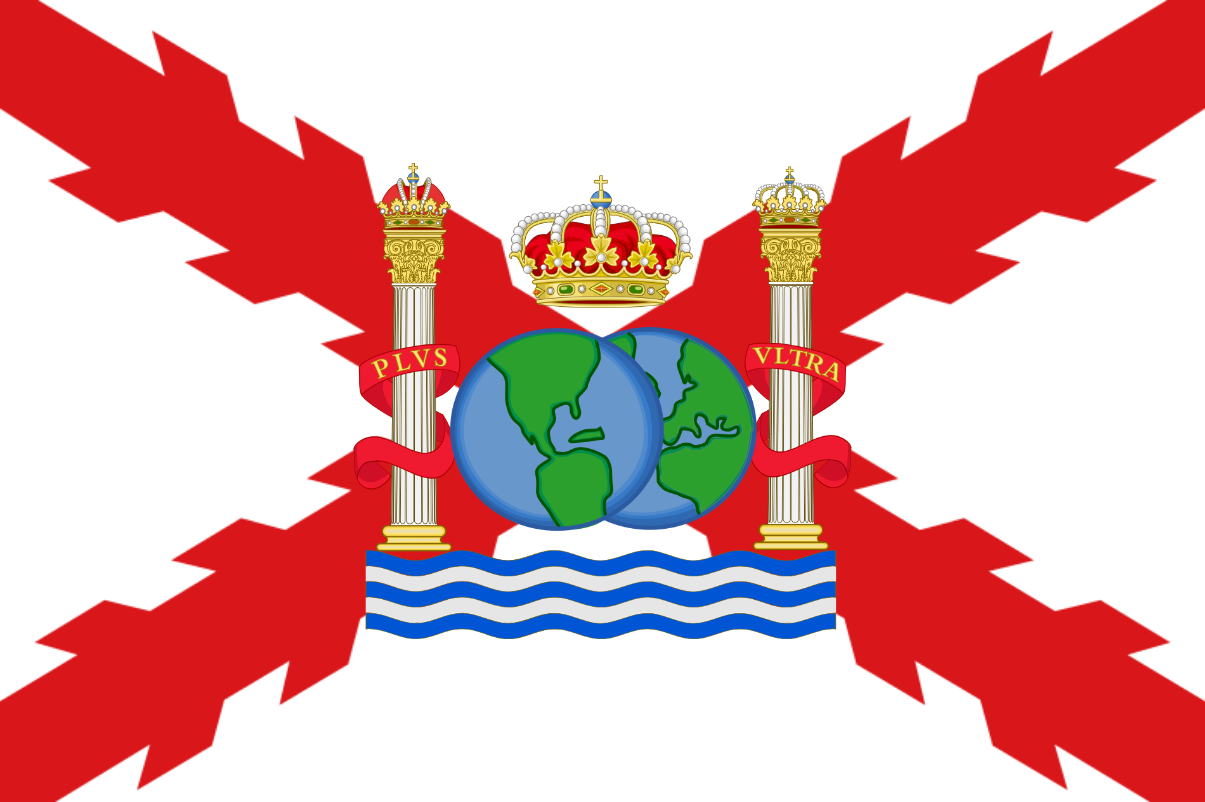
Bandera con cruz de Borgoña y emblema de las Indias Occidentales usada por los movimientos hispanistas y reunificacionistas con España.
La cruz de Borgoña tradicional usada en el Requeté. Fue un símbolo del Movimiento Nacional durante el franquismo.  , , .
Escudo de Almoradí.
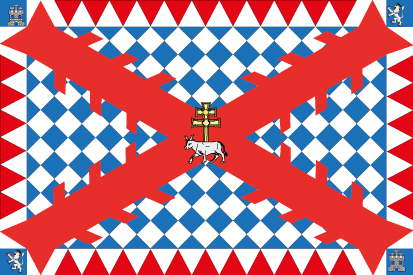
Bandera de Caravaca de la Cruz.
Bandera de Tafalla.
Escudo de Talca.
Escudo de Valdivia.
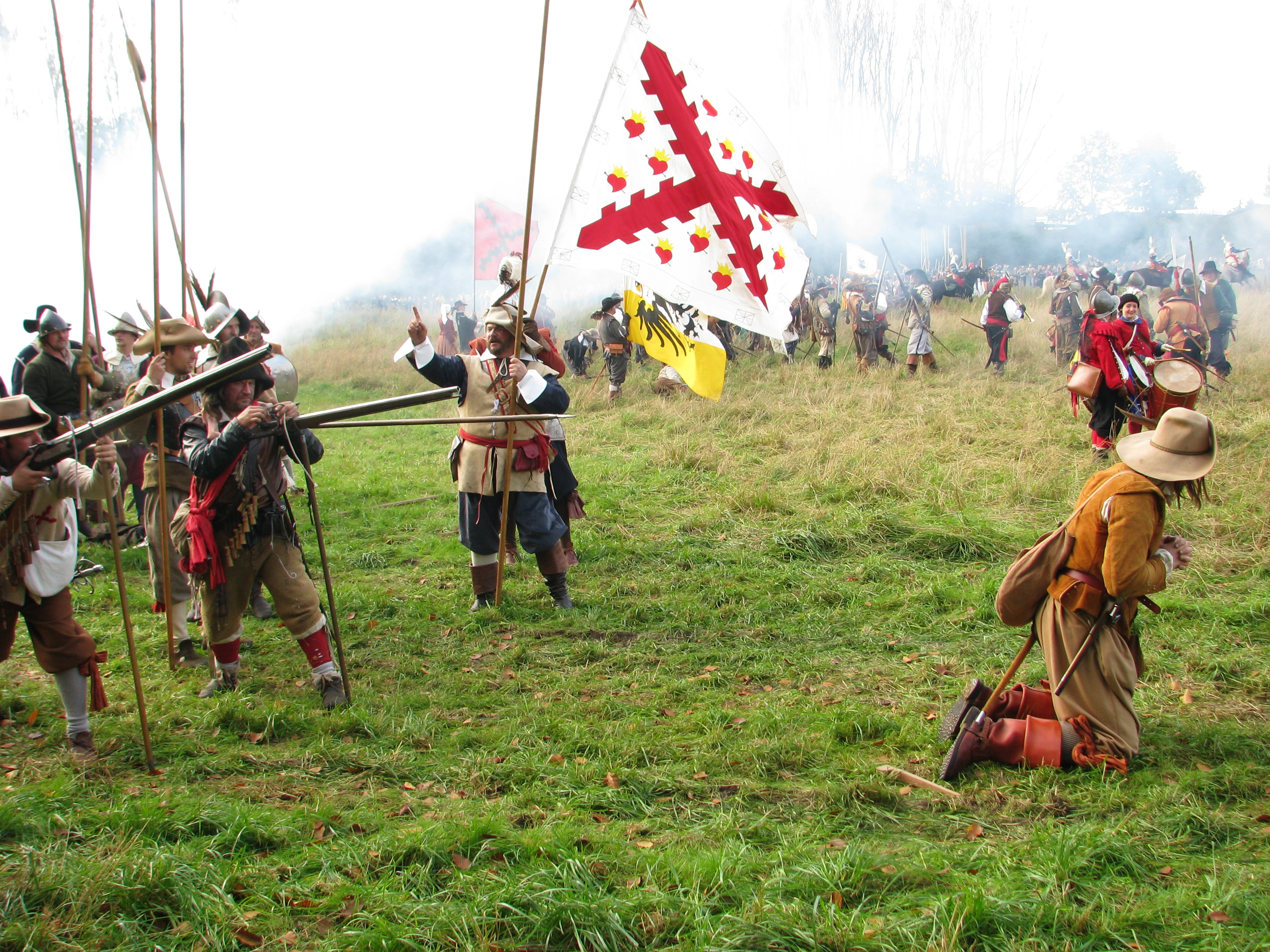
Recreación bélica de tropas españolas en el Sitio de Groenlo (1627).
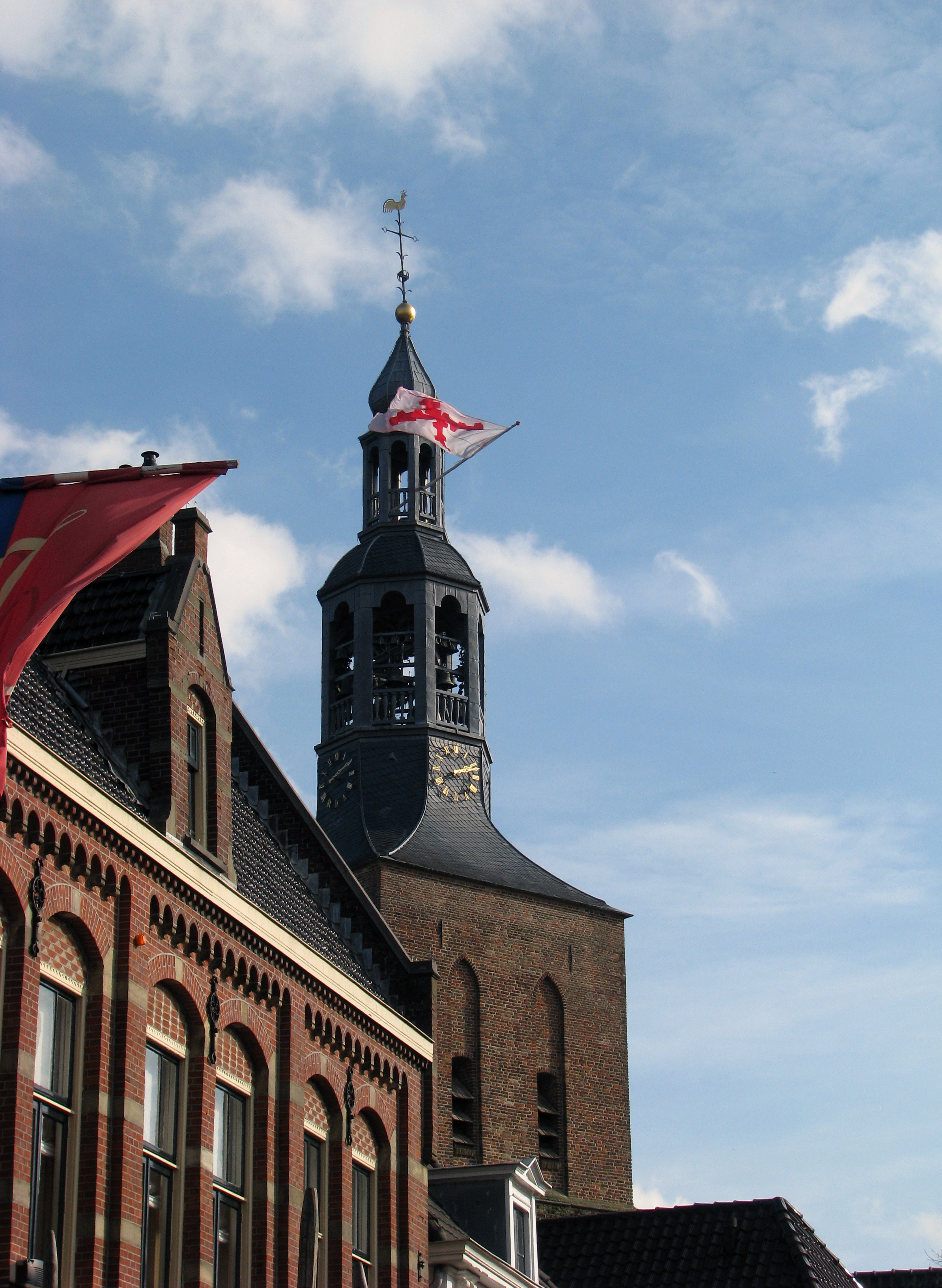
Bandera de la Monarquía Católica en una iglesia de Güeldres (Países Bajos).
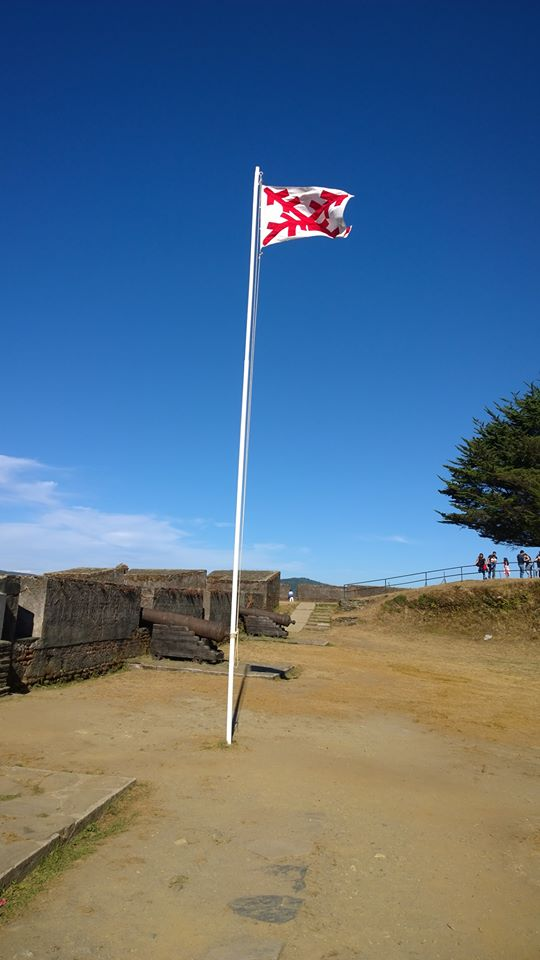
Cruz de Borgoña en el Castillo de San Sebastián de la Cruz Corral, Chile (Sistema de fuertes de Valdivia).
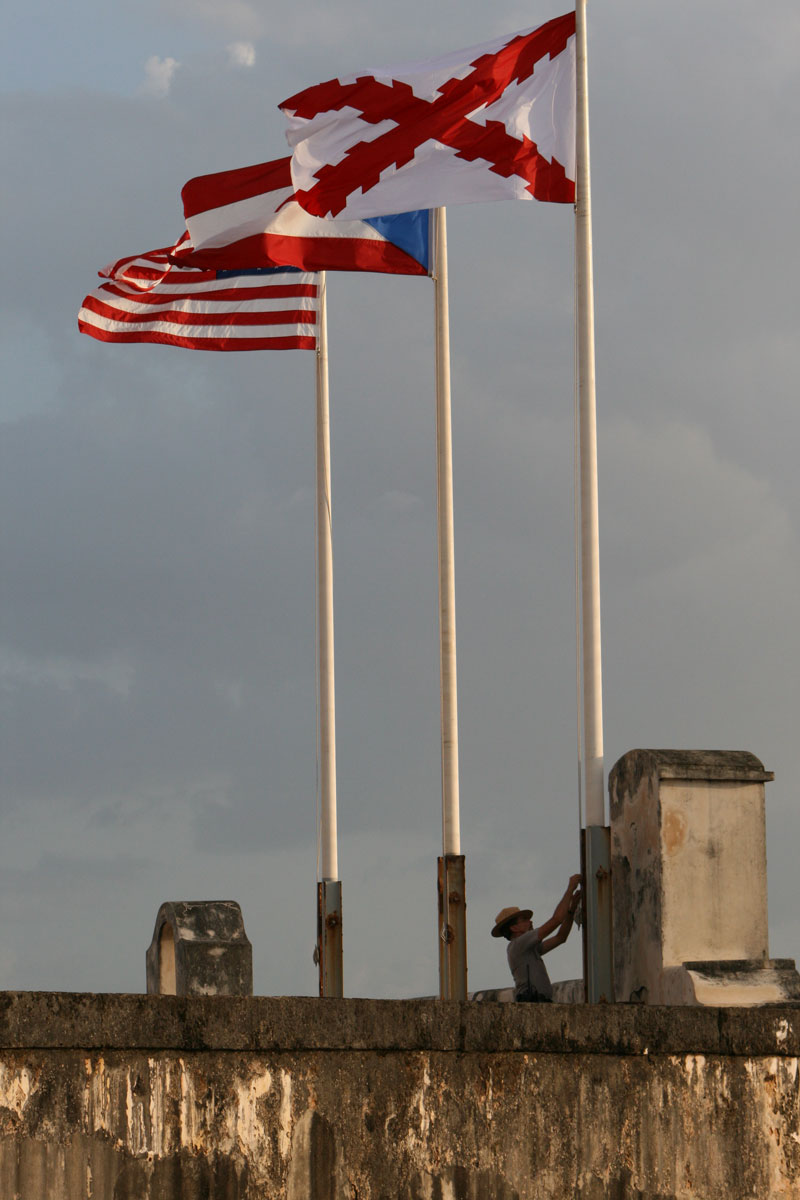
Cruz de Borgoña junto a las banderas de Puerto Rico y Estados Unidos en el Castillo San Cristóbal.

| |                                                                                         |
| Escudo de España Versión común mostrada en las banderas de los regimientos del ejército. (1700-1761) | Escudo de España Versión común mostrada en las banderas de los regimientos. (1761-1843) |

| | | | |
| Escudo de España Versión mostrada en las banderas de los regimientos. (1843-1868/1874-1931) Variante con las armas reales. | Escudo de España Versión mostrada en las banderas de los regimientos. (1871/1873) Reinado de Amadeo de Saboya | Escudo de España Versión mostrada en las banderas de los regimientos. (1874-1931) Variante con las armas nacionales. | Escudo de España Versión mostrada en las banderas de los regimientos. (1975-2014) Reinado de Juan Carlos de Borbón. |

### Otras cruces de san Andrés quizás inspiradas en la cruz de Borgoña

Bandera de Valdivia (Chile).
Bandera de Chuquisaca y Sucre (Bolivia).
Bandera de Florida (EE. UU.).
Bandera de Alabama (EE. UU.).
Bandera de la ciudad de Río de Janeiro (Brasil).
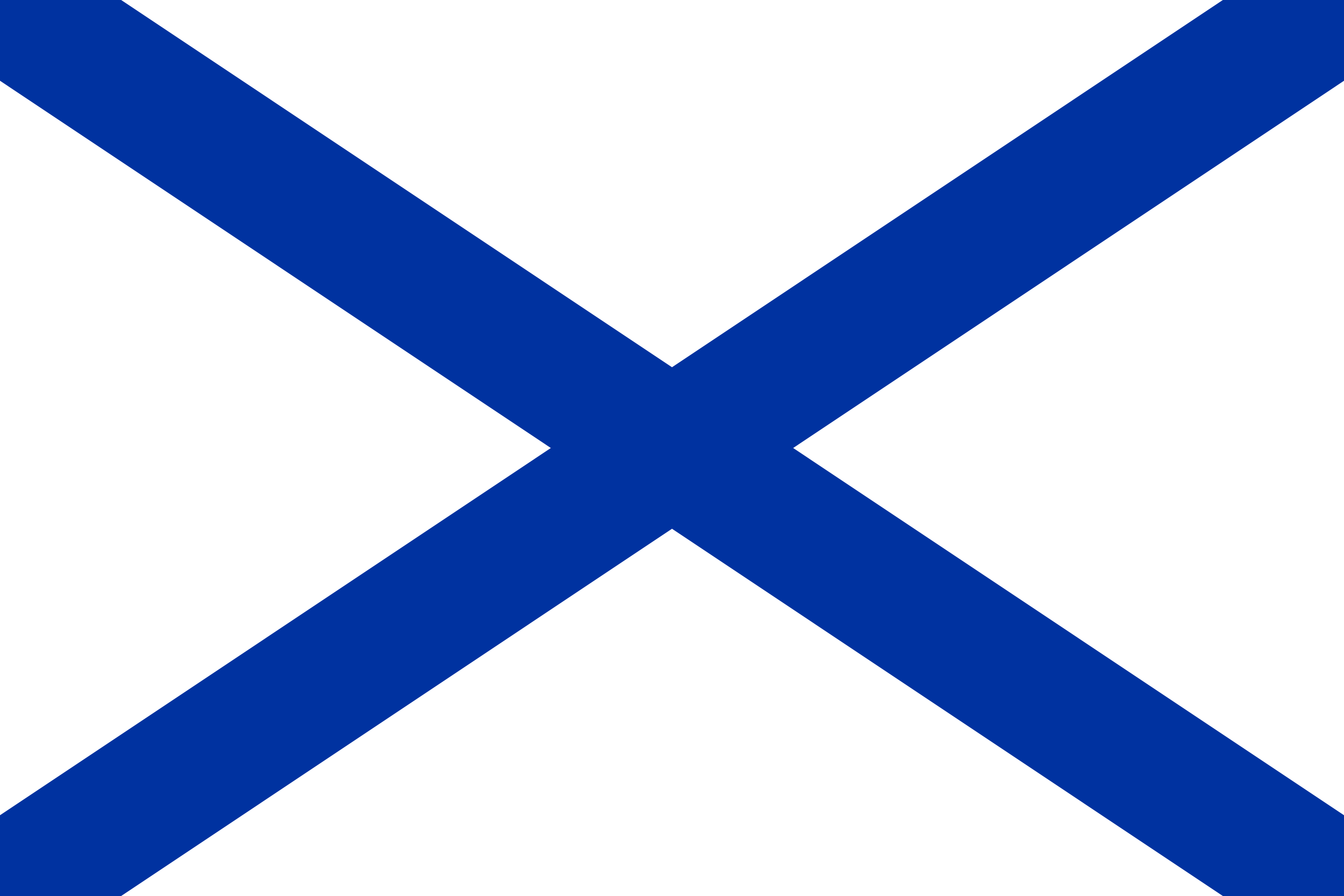
Bandera de la Provincia marítima de La Coruña (1845-1891), origen de la actual bandera de Galicia.
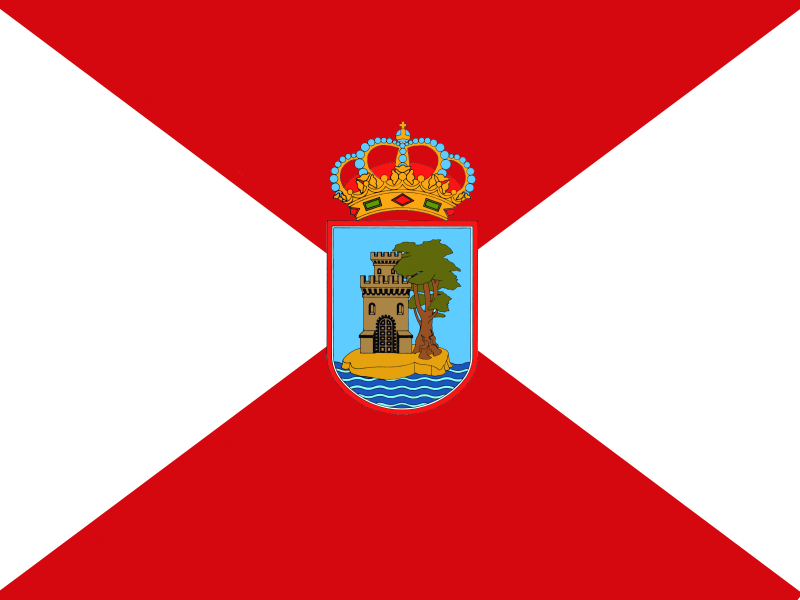
Bandera de Vigo y su provincia, basada en la Provincia marítima de Vigo (1845-).
Bandera de Pontevedra, Galicia, España.
Bandera de la provincia de Santa Cruz de Tenerife, Islas Canarias, España.
Bandera de Logroño, La Rioja, España.
Bandera de la localidad Guipuzcoana de Fuenterrabía, País Vasco (España).
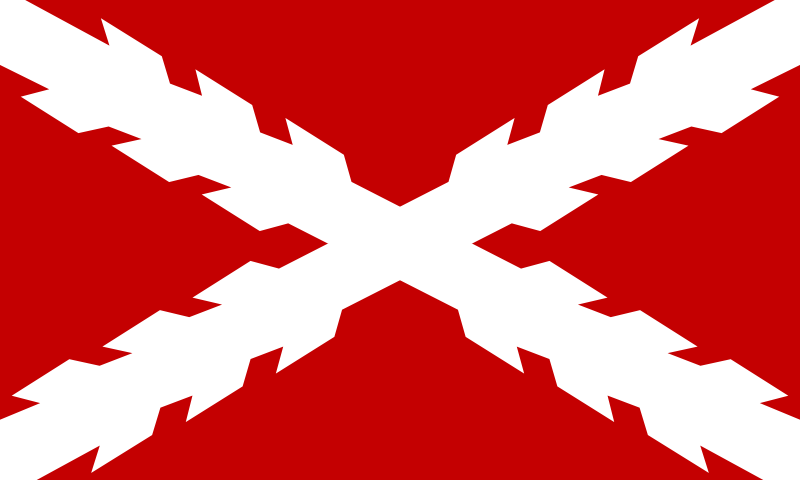
Antiguo pabellón naval y bandera de Vizcaya, País Vasco, España.
Bandera histórica de Guipúzcoa, País Vasco (España).
Bandera de Vitoria, País Vasco (España).
Bandera del Bierzo (León, España).
Bandera del Estado federal de Loreto
Bandera del Régimen de los Departamentos Libres ("Primera Bandera del Perú")